# بایان‌نوور
بایان‌نوور (به زبان مغولی: ᠪᠠᠶᠠᠨᠨᠠᠭᠤᠷ ᠬᠣᠲᠠ، به لاتین: Bayannaɣur qota، معادل سیریلیک: Баяннуур хот)(به چینی: 巴彦淖尔市، به پین‌یین: Bāyànnào'ěr Shì) یک شهر در سطح ولایت در جمهوری خلق چین است که در مغولستان داخلی واقع شده‌است.

## خصوصیات
بایان‌نوور ۶۵٬۷۵۵٫۴۷ کیلومترمربع مساحت و ۱٬۵۳۸٬۷۱۹ نفر جمعیت دارد.

## تقسیمات اداری
شهر بایان‌نوور به یک ناحیه شهری، دو شهرستان‌ و چهار لواء به شرح زیر تقسیم شده است:
- منطقه لین‌خه (منطقهٔ شهری بایان‌نور)
- شهرستان وویوان
- ‌ شهرستان دنگکوو
- لواء جلویی اوراد
- لواء میانی اوراد
- لواء عقبی اوراد
- لواء عقبی خانگین